# Успенський провулок (Херсон)
Провулок Успенський — провулок у Центральному районі міста Херсон.

## Розташування
Пролягає від Херсонського морського торговельного порту до Центрального ринку. До провулка прилучається вулиця Михайла Грушевського. Перетинають провулок: вулиці Михайлівська, Богородицька, Віктора Гошкевича, Соборна, Європейська, Старообрядницька, Театральна, Пилипа Орлика, Преображенська та Ярослава Мудрого.
Протяжність — 1,3 км.

## Історія
Першу назву провулок мав, як і зараз, Успенський провулок, на честь збудованої в 1786—1798 роках церкви Успіння Пресвятої Богородиці, а вже в 1828 році ця церква стала міським собором, який зараз має назву Свято-Успенський собор.
В середині 80-х років XVIII століття, на північному кінці провулку, було побудовано Адміралтейський канатний завод, який в 1853 році було переведено до Миколаєва, а міська управа за 13 тисяч рублів викупила будівлю заводу для квартирування військ. За Канатною площею, на початку XIX століття, виник новий район — Північне передмістя. І хоча планування вулиць Північного передмістя не збігалося з осями вулиць центру, назви їм дали ті ж, але з приставкою «Другий». Так за ринком з'явився Другий Успенський провулок. Зараз він під назвою провулок Йосипа Пачоського починається від автостанції і йде до вулиці Хірурга Вороного.
В 1922 році радянською владою було надано нову назву — провулок Спартаківський, на честь римського гладіатора Спартака. З назвою провулка був пов'язаний кінотеатр Зайлера (в будівлі нинішнього Господарського суду Херсонської області). Після затвердження радянської влади в Херсоні цей кінотеатр назвали «Спартака». В 1930 році Свято-Успенський собор був перероблений в спортивний клуб «Сільмаш». Після війни, коли тимчасово діючу церкву знову закрили, а спортивний клуб знову відкрили, «спортзал» був перейменований в «Петровець» і займав приміщення до 1993 року.
Після німецько-радянської війни тут же, в Успенському провулку, розташовувалося Херсонське відділення Державного інституту проектування міст (Діпромісто), в якому творився архітектурний вид післявоєнного Херсона.
Розпорядженням міського голови Херсона Володимира Миколаєнка від 19 лютого 2016 року частина провулку, від Херсонського морського торговельного порту до Центрального ринку, було перейменовано на провулок Успенський..

## Об'єкти і будівлі
- буд. 37-39 — Центр дошкільного розвитку «Капітошка»